# Januária (kommun)
Januária är en kommun i Brasilien.   Den ligger i delstaten Minas Gerais, i den sydöstra delen av landet, 300 km öster om huvudstaden Brasília. Antalet invånare är 65 464.
Följande samhällen finns i Januária:
- Januária

Omgivningarna runt Januária är huvudsakligen savann. Runt Januária är det mycket glesbefolkat, med 2 invånare per kvadratkilometer.